# Juan Bautista Alberdi
Juan Bautista Alberdi, argentinski odvetnik, politik in diplomat, * 29. avgust 1810, San Miguel de Tucumán, Argentina   † 19. junij 1884, Neuilly, Francija. 